# چارلز استوارت (ورزشکار)
چارلز استوارت (انگلیسی: Charles Stewart; ۶ سپتامبر ۱۸۸۱ – ۱۹۶۵ (۸۳−۸۴ سال)) ورزشکار ورزش تیراندازی اهل بریتانیا بود.
وی در مسابقات کشوری و بین‌المللی در مجموع برندهٔ ۳ مدال برنز شده‌است.